# Pentatropis capensis
Pentatropis capensis är en oleanderväxtart som först beskrevs av Carl von Linné d.y., och fick sitt nu gällande namn av Arthur Allman Bullock. Pentatropis capensis ingår i släktet Pentatropis och familjen oleanderväxter. Inga underarter finns listade i Catalogue of Life.